# Rauðaskál
Rauðaskál är en krater i republiken Island. Den ligger i regionen Suðurland, 110 km öster om huvudstaden Reykjavík. Toppen på Rauðaskál är 597 meter över havet.
Trakten runt Rauðaskál är nära nog obefolkad, med mindre än två invånare per kvadratkilometer. Det finns inga samhällen i närheten. Trakten runt Rauðaskál består i huvudsak av gräsmarker.